# مارك بيترز
مارك بيترز (بالإنجليزية: Mark Peters)‏ (4 أكتوبر 1983 في المملكة المتحدة - ) هو لاعب كرة قدم بريطاني في مركز الهجوم. شارك مع منتخب إنجلترا لكرة القدم C ‏. أما مع النوادي، فقد لعب مع نادي برينتفورد ونادي فارنبوروه وهورنتشورتش وEastleigh F.C. ‏ وBasingstoke Town F.C. ‏ وكارشالتون أثلتيك وBadshot Lea F.C. ‏ وإيه أف سي ويمبلدون ووالتون وهرشام ‏ وFrimley Green F.C. ‏ وGosport Borough F.C. ‏.

## وصلات خارجية
- مارك بيترز على موقع قاعدة بيانات كرة القدم.إي يو (الإنجليزية)
- مارك بيترز على موقع Soccerbase.com (لاعب) (الإنجليزية)